# 圣玛丽达卢瓦
圣玛丽达卢瓦（法語：Sainte-Marie-d'Alloix，法語發音：[sɛ̃t maʁi dalwa]）是法国伊泽尔省的一个市镇，属于格勒诺布尔区。

## 地理
圣玛丽达卢瓦（45°22'45"N, 5°57'59"E）面积3.04 平方千米，位于法国奥弗涅-罗讷-阿尔卑斯大区伊泽尔省，该省份为法国东南部内陆省份，北起顺时针与安省、萨瓦省、上阿尔卑斯省、德龙省、阿尔代什省、卢瓦尔省和罗讷省。
与圣玛丽达卢瓦接壤的市镇（或旧市镇、城区）包括：拉比西耶尔、勒谢拉、拉弗拉谢尔、圣樊尚德梅尔屈兹。

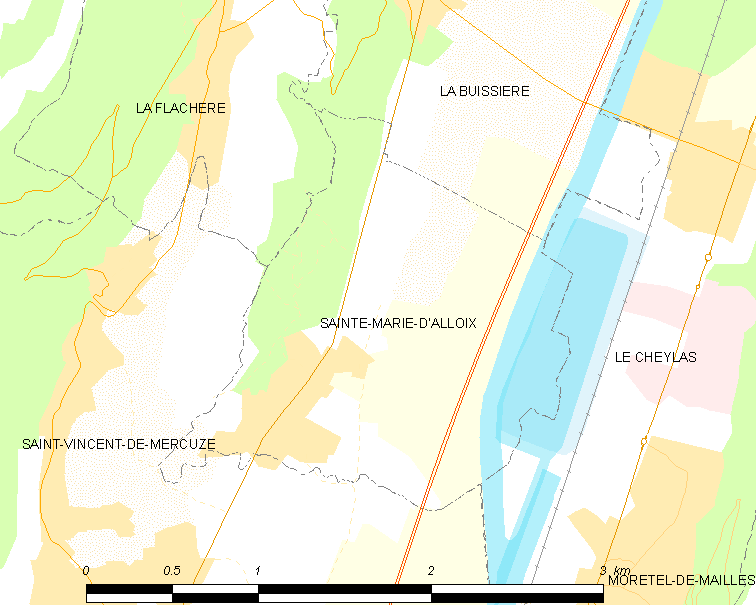
圣玛丽达卢瓦的OSM定位图

圣玛丽达卢瓦的时区为UTC+01:00、UTC+02:00（夏令时）。

## 行政
圣玛丽达卢瓦的邮政编码为38660，INSEE市镇编码为38417。

## 政治
圣玛丽达卢瓦所属的省级选区为上格雷西沃当县。

## 人口

1962-2008年间圣玛丽达卢瓦人口变化图示

圣玛丽达卢瓦于2022年1月1日时的人口数量为484人。